# Phaenonotum delgadoi
Phaenonotum delgadoi – gatunek chrząszcza z rodziny kałużnicowatych i podrodziny Sphaeridiinae.
Gatunek ten opisany został w 2013 roku przez Alberta Delera-Hernándeza, Franklyna Cala-Riquelme i Martina Fikáčka. Epitet gatunkowy nadano na cześć Juana Antonio Delgado Iniesty.
Chrząszcz o owalnym, silnie wypukłym ciele długości od 2,1 do 2,5 mm. Wierzch ciała ma ciemnobrązowy do rudobrązowego, spód rudobrązowy, odnóża rude z jaśniejszymi stopami, a czułki i głaszczki szczękowe ceglaste. Punktowanie głowy i przedplecza delikatniejsze, pokryw zaś głębsze i znacznie grubsze. Na spodzie ciała wyrostki śródpiersia i zapiersia zlewają się w kil. Samiec ma edeagus długości 0,4 mm, nieco dłuższy od paramer, które na zewnętrznej krawędzi tworzą prawie wspólny łuk z krótką fallobazą.
Owad spotykany w ściółce wilgotnych lasów równikowych. Znany tylko z kubańskich prowincji: Guantánamo i Holguín.